# Д'єктиєк
Д'єктиєк (рос. Дъектиек) — село Шебалінського району, Республіка Алтай Росії. Входить до складу Д'єктиєцького сільського поселення.
Населення — 594 особи (2015 рік).